# ウォルト・ディズニー・スタジオ・パーク
ウォルト・ディズニー・スタジオ・パーク（フランス語：Parc Walt Disney Studios、英語：Walt Disney Studios Park、略称：WDS）はフランスはイル＝ド＝フランス地域圏のパリ市外近郊にあるセーヌ＝エ＝マルヌ県マルヌ＝ラ＝ヴァレに所在している、ディズニーランド・パークなどと共にリゾート施設群「ディズニーランド・パリ」を形成する2つ目のディズニーパークである。

## 概要
「ディズニーランド・パリ」内に2002年3月16日開園した、映画をテーマにしたディズニーパーク。フロリダのウォルト・ディズニー・ワールド・リゾートにあった「MGMスタジオ」（現在のディズニー・ハリウッド・スタジオ）を導入したものであり、パーク全体の基本的な構成やアトラクションはかなり共通している。経済的な理由で当初計画よりも規模を縮小してオープンたが、オープン後、少しずつエリアとアトラクションを拡大している。
シンボルは、「ミッキー型の貯水塔 ("Earful Tower") 」である。

## 沿革
- 1990年12月、ユーロ・ディズニー・リゾートの第2パークとして1996年の開業を目指して「ディズニー・MGMスタジオ・ヨーロップ (Disney-MGM Studios Europe) 」の建設計画が正式に決定。
- 1992年、経済的理由により計画が一旦頓挫。
- 2002年3月16日、当初計画より規模を縮小し、「ウォルト・ディズニー・スタジオ・パーク」として開園。
- 2007年12月22日、アトラクション「トワイライトゾーン・タワー・オブ・テラー」オープン。
- 2010年8月17日、新エリア「トイ・ストーリーランド」オープン。
- 2014年7月10日、新アトラクション「ラタトゥイユ:ジ・アドベンチャー」オープン[1]。
- 2015年11月14日〜11月17日、パリ同時多発テロ事件の影響で開業以来初となる休業[2]。
- 2018年2月27日、アナと雪の女王・スター・ウォーズ・マーベル・コミックをテーマとした三つの新エリアの建設計画を発表した。そして既存の全ての施設を全面的にリニューアルの工事が始まる。予算は20億ユーロで、2021年から2025年にかけて完成予定[3]。
- 2020年
  - 3月15日〜7月15日、新型コロナウイルスの流行拡大により長期休業[4][5]。
  - 10月30日〜、新型コロナウイルスの流行拡大により再び長期休業[6]
- 2022年
  - 7月20日、『マーベル・シネマティック・ユニバース』シリーズのエリア「アベンジャーズ・キャンパス」がオープン[7]。

## 施設
ウォルト・ディズニー・スタジオ・パークは、以下の4つの「テーマエリア」で構成されている。

### フロント・ロット
フロント・ロットは、著名な映画スタジオのクラシカルなエントランスを再現したテーマエリアで、パーク全体のエントランスでもある。ディズニーランド型のテーマパークにおけるメインストリートUSA（東京ディズニーランドではワールドバザール）のような役割を果たしている。

### プロダクション・コートヤード
プロダクション・コートヤードは、映画やテレビの楽しさをテーマにしたテーマエリア。トワイライトゾーン・タワー・オブ・テラーの開業と共に、その周辺のエリアとトラム・ツアー部分を併せてハリウッド・ブールバールと呼ばれていたが、現在はプロダクション・コートヤードとなっている。

### バック・ロット
バック・ロットは、スタントアクションと興奮、映画の特殊効果などをテーマとしたテーマエリアである。大掛かりな仕掛けや刺激の強いアトラクションが多い。

### トゥーン・スタジオ
トゥーン・スタジオは、アニメーションの秘密をテーマにしたテーマロット。「レミーのおいしいレストラン」「ファインディング・ニモ」「アラジン」「カーズ」「ファンタジア」などのディズニーアニメを題材にしたアトラクションが集まっている。

#### トイ・ストーリー・プレイランド
2010年8月には「トイ・ストーリー」をテーマに扱ったエリア、「トイ・ストーリー・プレイランド」がトゥーン・スタジオ内にオープンした。エリア入り口に巨大なバズ・ライトイヤーの像が立っている。トイ・ストーリー・プレイランドは全体が映画のアンディの家の庭などをデザインして作られており、置かれているものはみな巨大サイズで、まるで自分たちがおもちゃの世界に迷い込んだかのような錯覚を受けるように作られている。

#### レミーのおいしいレストラン
2014年4月には映画「レミーのおいしいレストラン」をテーマに扱ったエリアがトゥーン・スタジオ内にオープンした。パリの街並みが再現されたエリア内では、フランス式の花壇や優雅な噴水を歩いて、映画の主役のネズミが経営するレストランで食事をすることができる。

## 交通機関
ウォルト・ディズニー・スタジオ・パークを含むディズニーランド・パリの最寄り駅は、高速郊外鉄道RER、及びTGVのLGV東連絡線上にあるマルヌ＝ラ＝ヴァレ＝シェシー駅である。パリ市内からはRER A線が乗り入れ、TGV駅にはTGVの他に、タリスやユーロスターも1日に数往復停車する。

## 今後の計画
- 2018年2月27日、ディズニー社のCEO、ロバート・A・アイガーはパリのエリゼー宮でフランス大統領のエマニュエル・マクロンと共に20億ユーロを投資してパークを拡張することを発表。映画『スター・ウォーズ』シリーズの「スター・ウォーズ:ギャラクシーズ・エッジ」、『マーベル・シネマティック・ユニバース』シリーズのエリア「アベンジャーズ・キャンパス」[8]、映画『アナと雪の女王』をテーマにしたエリア、「キングダム・オブ・アレンデール」を2021年から建設予定[9]。それに先立ち、ロックンローラー・コースターを『アイアンマン』をテーマにしたものにリニューアル予定[10]。
- 2022年9月11日のD23 Expoで映画「塔の上のラプンツェル」をテーマにしたファミリー向けライドをオープン予定と発表[11]。
- 2024年4月12日、パークの名称を「ディズニー・アドベンチャー・ワールド」に改名することを発表[12][13]。
- 2024年8月10日のD23 Expoにて映画「ライオン・キング」をテーマにした急流すべりタイプのライドアトラクションを建設すると発表[14]。